# Муминов, Гайрат Абдуганиевич
Гайрат Абдуганиевич Муминов (узб. Gayrat Muminov,; 9 ноября 1992) — узбекский кинорежиссёр

, сценарист, продюсер, фотограф и дизайнер. Специализируется на создании документальных и художественных фильмов, музыкальных клипов и рекламных видеороликов. Креативный продюсер и стратег по продвижению национального кино. Участвовал в разработке и продвижении фильмов, проектов, а также в организации государственных мероприятий, связанных с культурным наследием Узбекистана.

## Биография
Родился 9 ноября 1992 года в городе Ташкент. Гражданин Республики Узбекистан.

## Образование
Ташкентский филиал ВГИКа (Всероссийский государственный институт кинематографии им. С.А. Герасимова) — специальность «продюсерство» (обучение с 2021 по 2025 гг.) — один из старейших и наиболее престижных вузов в области кино, где Гайрат получает фундаментальные знания в области организации кинопроизводства, экономики кино, креативного управления и разработки проектов.

## Карьера
- 2008 — начал творческую деятельность как фотограф.
- 2018 — начал карьеру как продюсер мероприятий.
- С 2020 работает в качестве консультанта по маркетингу и продвижению узбекских художественных фильмов.
- С 2020 года по н.в. — активно работает как режиссёр и продюсер в сфере документального, художественного и рекламного контента.
- Креативный продюсер ряда крупных проектов, в том числе международных.

## Участие в проектах

### Продюсер
- 2018 — «Скорпион» - креативный продюсер (фильм, Узбекистан)
- 2018 — «Музлаган» - креативный продюсер (фильм, Узбекистан)
- 2019 — «Авлоний» - креативный продюсер (фильм, Узбекистан)
- 2020 — «Илхак» - креативный продюсер (фильм, Узбекистан)
- 2021 — «Туткунлик» - креативный продюсер (фильм, Узбекистан)
- 2021 — «Бир кунлик туй» - продюсер (фильм, Узбекистан)
- 2022 — «Женская судьба» - креативный продюсер (фильм, Узбекистан)
- 2022 — «Узбечка» - креативный продюсер (фильм, Узбекистан)
- 2024 —  Шохрух - «Уч Кахрамон» - продюсер (саундтрэк, Узбекистан)
- 2024 — «Уч кахрамон» - продюсер (фильм, Узбекистан) [1]
- 2025 — «Адолат» - креативный продюсер (фильм, сериал,  Узбекистан)

### Режиссёр
- 2017 — «Кинотайм» Zo'rTV (телепередача, Узбекистан)
- 2019 — Тохир Султон и Равшан Собиров - «Ёш юрак» (музыкальный клип, Узбекистан) [2]
- 2022 — «Ҳамкорлик санъати» (док.фильм, Узбекистан)
- 2023 — «На новом Шелковом пути» (док.фильм, Узбекистан)
- 2023 — «Чилонзор - Пойтахт калби» (док.фильм, Узбекистан) [3]

## Фестивальная и культурная деятельность
Гайрат Муминов был главным креативным продюсером фестиваля Prologue — кинематографического мини-фестиваля, организованного при поддержке Агентства по делам молодежи. Фестиваль был направлен на развитие молодёжного кино, поиск новых имён и поддержку начинающих кинематографистов. 
Также он занимал должность креативного продюсера Ташкентского международного кинофестиваля который заказчиком Кинофестиваля стал Центр развития национальной кинематографии Узбекистана, где отвечал за визуальное и концептуальное оформление, идейную разработку мероприятий, интеграцию культурных символов и креативное сопровождение ключевых событий фестиваля.